# Netherlands Forces Intelligence Service
De Netherlands Forces Intelligence Service (NEFIS) was een Nederlandse militaire inlichtingendienst tijdens en na de Tweede Wereldoorlog. Het doel van de NEFIS was in eerste instantie het verzamelen van inlichtingen ten behoeve van de geallieerde strijdkrachten met betrekking tot Nederlands-Indië dat bezet was door Japan.

## Oprichting
De dienst ontstond in 1941 toen de Nederlandse commandant zeemacht vice-admiraal C.E.L. Helfrich een liaison-officier naar de Australian Commonwealth Naval Board zond in Melbourne. Deze officier, kapitein-luitenant-ter-zee Salm, hield zich ook met inlichtingenwerk bezig. Hij verzamelde toen een aantal personen om zich heen die gespecialiseerd waren in het inlichtingenwerk. Zijn organisatie kreeg de naam Marine- en Leger Inlichtingendienst. Toen Japan in februari 1942 Nederlands-Indië binnenviel, werd reeds aan enkele prominenten en hooggeplaatste autoriteiten van de Nederlands-Indische regering opdracht gegeven uit te wijken naar Australië. Hieronder bevond zich ook een aantal stafofficieren van het Koninklijk Nederlandsch-Indisch Leger (K.N.I.L.), onder wie majoor jhr. J.M.R. Sandberg, de kapiteins Dirk Cornelis Buurman van Vreeden, G.L. Reinderhoff, S.H. Spoor en H.J. de Vries. Later zouden daar ook onder anderen luitenant-kolonel N.L.W. van Straten, afkomstig van Timor, en kapitein der marechaussee F. van der Veen bij komen.

## Australische periode: 1942-1945
In april 1942 was de Marine- en Leger Inlichtingendienst verder uitgebreid met onder anderen majoor Spoor (inmiddels bevorderd). Kapitein Reinderhoff werd zijn eerste medewerker. Ook luitenant-ter-zee der eerste klasse J.A.F.H. Douw van der Krap trad toe. In totaal werkten er ca. 50 man en vrouw in deze dienst. De naam 'NEFIS' is toen ontstaan omdat de contacten met de andere geallieerde staven allemaal als voertaal Engels hadden en men vond de Nederlandse benaming niet praktisch. Ook had men een duidelijk leesbaar briefhoofd nodig. In contacten met de geallieerde bondgenoten werd deze organisatie dus voortaan verder aangeduid als Netherlands Forces Intelligence Service. Bij een reorganisatie in april 1943 ging de organisatie ook officieel zo heten. De opstart fase van NEFIS was problematisch. De Nederlandse autoriteiten wensten zo veel mogelijk medewerking te verlenen aan de geallieerde bondgenoten en in het bijzonder diens opperbevelhebber generaal Douglas MacArthur. Echter, de Nederlandse afdeling binnen de verzamelde inlichtingendiensten (die moesten samenwerken onder het opgerichte A.I.B., het Allied Intelligence Buro), bleek amper in staat op korte termijn belangrijke informatie e/o bijdragen te kunnen leveren, aangezien men met nagenoeg niets moest beginnen. Hier wraakte zich de jarenlange veronachtzaming aangaande het opzetten van een professionele inlichtingendienst voor het uitbreken van de oorlog. In de periode april 1942 - april 1943 ging de NEFIS dan ook gebukt onder een enorme druk om met resultaten te komen. De Amerikaanse generale staf had vooral dringend behoefte aan geografische en topografische informatie aangaande Nederlands Indië, in het bijzonder Nieuw-Guinea.
In april 1943 werd de NEFIS gereorganiseerd. Dit was de officiële (door-)start van de NEFIS. Nu de verschillende geallieerde inlichtingendiensten werden gebundeld en rechtstreeks onder bevel stonden van het hoofd van de sectie inlichtingen 'G2' van de generale staf van generaal Douglas MacArthur, de generaal-majoor Charles Willoughby, kon ook de NEFIS steeds beter aansluiting vinden bij de groeiende vraag van het geallieerde opperbevel, alhoewel nog steeds met structureel te weinig middelen en mensen moest worden gewerkt.

## Taken en organisatie
De NEFIS had nu de volgende duidelijk omschreven taken gekregen, opgesplitst in drie secties:
1. (Sectie I) Het verzamelen, verwerken en distribueren van alle inlichtingen betreffende Nederlands-Indië welke voor de oorlogvoering van belang kunnen zijn (Operational Intelligence, Interrogation, Geographical Intelligence, Intelligence Summaries, Topographical Registry and Information, Photo Interpretation, Press review, Research)
2. (Sectie II) De zorg voor de veiligheid bij de Nederlandse strijdkrachten in Australië (Security)
3. (Sectie III) Het verkrijgen van inlichtingen op speciale wijze en het uitvoeren van "Special Operations" (Commando uitzendingen in vijandelijk gebied).

Sectie I werd nu geleid door majoor Spoor (assistant director), Sectie II door Ltz Douw van der Krap (assistant director) en III door Ltz J. Quéré (assistant director). Deze laatste zou in augustus opgevolgd worden door Ltz L Brouwer.
In het begin van de oorlog hield de NEFIS zich uitsluitend bezig met het verkrijgen van inlichtingen uit het door de Japanners bezette Nederlands-Indië (sectie I). Later kwamen daar ook spionage- en sabotageacties bij, die werden uitgevoerd door agenten ook wel 'parties' genoemd, die met behulp van vliegtuigen en onderzeeboten in bezet gebied gedropt werden (sectie III). Deze commando eenheden hebben het extreem moeilijk gehad, en velen kwamen in de eerste periode niet terug van hun missies. Men had zich binnen de NEFIS enorm verkeken op de nieuw ontstane situatie in de bezette gebieden. De Japanners hadden inmiddels een groot spionagenetwerk opgezet en maakte veel gebruik van het oplevende nationalistische sentiment onder de Indonesische bevolking, die meewerkte met de Japanners. Als men als commando eenmaal was geland op bezet gebied, was de kans op verraad zeer groot, hetwelk dan ook veelvuldig voorkwam. Voor de uitgezonden commando's die gevangen werden betekende het feitelijk (na martelingen) een zekere doodstraf. Binnen de NEFIS alsook bij het politieke leiderschap van de Nederlands-Indische commissie ontstond grote beroering over de te voeren acties. Ook op Nieuw Guinea werden 'parties' uitgezonden waarbij onder anderen kapitein F. van der Veen betrokken was. Vanaf juni 1943 werd 19 man van het Korps Insulinde, de speciale commando eenheid die op Ceylon gestationeerd was, toegevoegd aan sectie III. Tevens zond sectie I in 1944 majoor GL Reinderhoff naar de staf van de Amerikaanse generaal Walter Krueger van het 6e Amerikaanse leger, die inmiddels ook op Nieuw Guinea was geland, om ter plekke de Amerikanen behulpzaam te zijn met de planning van toekomstige landingen.
In juni-augustus 1944 werd de NEFIS verder uitgebouwd en kwamen er drie secties bij:
1. (Sectie IV) Military Intelligence: (M.I.)
2. (Sectie V) Civil affairs Intelligence
3. (Sectie VI) Technische Photo Service (T.P.S.)

Inmiddels was de NEFIS sterkte uitgegroeid naar ruim 300 man en vrouw, marine en burgerpersoneel niet inbegrepen. Als nieuwe directeur NEFIS werd nu luitenant-kolonel S.H. Spoor benoemd. Sectie I stond onder bevel van majoor G.L. Reinderhoff, sectie II onder luitenant-ter-zee J.C. Smit, sectie III onder luitenant-ter-zee A.A. Fresco, sectie IV onder luitenant-vlieger-ter-zee J.H. Perié, sectie V onder dr. G.W. Locher. Sectie VI was nog niet operationeel. De organisatie van de NEFIS werd nu klaargestoomd voor de te verwachten invasie van Java en de andere gebiedsdelen van Nederlands-Indië.

## Operaties
- Een NEFIS-III party Flounder werd op 31 december 1942 door een onderzeeboot op de zuidkust van Ceram aan land gezet, maar de leden (onder wie kapitein Nijgh en sergeant J. Malawau) van de groep werden de volgende dag al door de Japanners gearresteerd. Zij werden per boot naar Ambon gevoerd en gevangengezet te Fort Victoria.
- Operatie Oaktree was een Nederlandse inlichtingenoperatie in Nederlands Nieuw-Guinea tijdens de Tweede Wereldoorlog. Onder het bevel van eerste-luitenant Jean Victor de Bruijn opereerden tussen december 1942 en juli 1944 zo'n veertig soldaten in het hoogland van West-Nieuw-Guinea gedurende meer dan twee jaar.
- Eerste luitenant Julius Tahya leidde in februari 1945 de NEFIS-III party Firetree. Deze partij bestond uit tien man en had tot doel het inwinnen van algemene en militaire informatie over Ambon en omgeving, het doen van waarnemingen omtrent Japanse scheeps- en vliegtuigverkeer en het opstellen van weerrapporten.  De groep vertrok per de Nederlandse onderzeeboot K XV vanuit Australië en zette hiermee koers naar Mangoli. Tahya ging hier met vijf anderen van boord maar besloot door gebrek aan goede landingsplaatsen voor het uitladen van goederen terug te keren richting Ambon. Op 12 september landde hij met zijn mannen op de oostkust van Saparoea en besloot vervolgens terug te keren naar Australië; deze missie leverde al met al waardevolle informatie op.
- Party Whiting was een spionageoperatie in 1943 waarbij sergeant Thijs Staverman en sergeant Leonard Siffleet uit Gunnedah samen met de Ambonese korporaals M. Raharing en H. Pattiwael uitgezonden werden naar Nieuw-Guinea. De betrokkenen overleefden de operatie niet.

## Terugkeer naar Nederlands-Indië
In 1945 werd de NEFIS gereorganiseerd zodat de dienst na de Japanse capitulatie de nieuwe veiligheidsdienst in Nederlands-Indië kon vormen. In september en oktober 1945 werd de NEFIS overgeplaatst van Melbourne (Australië) naar Nederlands-Indië en werd gevestigd in Batavia op Java.
Na een chaotisch begin ging de dienst zich in Nederlands-Indië bezighouden met het verzamelen van inlichtingen over de nieuwe plaatselijke politieke groeperingen. De inlichtingendienst speelde een belangrijke rol tijdens de overgangsperiode alsook de latere onafhankelijkheidsoorlog van Indonesië. In 1948 ging de NEFIS op in de nieuwe overkoepelende Centrale Militaire Inlichtingendienst. Deze dienst kwam rechtstreeks onder bevel van opperbevelhebber generaal Spoor. Ze zou uiteindelijk een kort bestaan hebben gezien de al snel volgende soevereiniteitsoverdracht. De directeur was luitenant-kolonel G.L. Reinderhoff geworden, die na de overdracht van Nederlands-Indië aan de nieuwe Republiek Indonesië zou overgaan naar de Koninklijke Landmacht.

## Bekende leden
- Charles Bartelings
- Rudy Albert Blatt, assistent van Simon Spoor
- Wim van Bolten, hoofd van de NEFIS
- Jean Victor de Bruijn, Inlichtingenofficier op bezet Papoea-Nieuw-Guinea
- Hendrik Johan de Haas, in 1945 geëxecuteerd door de Kempeitai
- Leon Jungschläger
- Cornelis Nagtegaal
- Gerard Leonard Reinderhoff
- Piet Reimer
- Julius Tahya, leider van een NEFIS-III party
- Abraham de Jong
- Simon Spoor, directeur van de NEFIS
- Mans Dijkema, latere echtgenote van Simon Spoor
- Frans van der Veen
- Dominggus Wattimury, sergeant 1e klasse, lid NEFIS III, deelgenomen aan Firetree Party
- Wilhelmus Marius van der Veur, luitenant, lid NEFIS III, belast met bevoorrading en belast met het opzetten van een kamp in Merauke